# Chō jigen game Neptune The Animation
Chō jigen game Neptune The Animation (超次元ゲイム ネプテューヌ The Animation?) è una serie televisiva anime basata sul videogioco di ruolo Hyperdimension Neptunia, sviluppato dalla Idea Factory.

## Personaggi
Neptune (ネプテューヌ?, Neputyūnu) / Purple Heart
È la protagonista del gioco e CPU (divinità) di Planeptune; all'inizio del gioco perde la memoria e non sa di più di essere una CPU, nonostante riesca ancora a trasformarsi, comincia a viaggiare per recuperare la sua memoria perduta. Rappresenta la console SEGA Neptune. Viene considerata da tutte le altre CPU come una perditempo. Nella forma HDD assume un comportamento più maturo e serio e in battaglia non molla fino alla vittoria. Così come nella sua forma normale, anche in HDD tende ad avere la testa fra le nuvole, tendenzialmente meno rispetto alla sua forma umana.
Noire (ノワール?, Nowāru) / Black Heart
È la CPU di Lastation, nazione rappresentante la PlayStation 3. Viene considerata la dea perfetta, ma tende a lavorare troppo e ad ammalarsi. Ha i tipici aspetti del personaggio tsundere, in quanto sembra voler essere amica di Neptune, anche se non riesce a dimostrarlo. Nella forma HDD, rispetto al suo comportamento tendenzialmente pacato, assume un atteggiamento più aggressivo nei confronti dei nemici e degli alleati, cercando di essere la migliore del gruppo.
Vert (ベール?, Bēru) / Green Heart
È la CPU di Leanbox, nazione rappresentante la Xbox 360.
Vert è ossessionata dai manga, anime e videogiochi al punto di essere definita "otaku", ha un amore proibito per il boys-love. Preferisce i giochi di tipo Rhythm game, sparatutto, picchiaduro, racing game e simulatori. Cerca di rendere la sua popolazione contenta e aumentare lo Share attraverso la pubblicazione di periferiche di gioco. È gentile con tutti, anche se non riesce a fare a meno di ribadire la sua prosperità. Nella forma HDD, anche lei assume una personalità del tutto diversa diventando arrogante, testarda e vantandosi del suo prospero seno che di tanto in tanto usa per provocare White Heart.
Blanc (ブラン?, Buran) / White Heart
È la CPU di Lowee, nazione rappresentante la Wii.
Appassionata alla letteratura, Blanc è una ragazza molto quiete e tranquilla ma può presentare un comportamento violento e aggressivo a seconda della gravità dei fatti. Veglia sulla sua nazione e si preoccupa della sua popolazione. Nella forma HDD, non assume cambiamenti drastici rispetto alle altre CPU trasformate, ma molto più violenta e aggressiva della forma umana, assumendo un comportamento maleducato.

## Anime
Nel 2013 è stato prodotto un adattamento anime di dodici episodi intitolato Hyperdimension Neptunia: The Animation prodotto dalla David Production e diretto da Masahiro Mukai. La serie inizialmente fu trasmessa in anteprima sulla rete televisiva Tokyo MX e successivamente sulle reti BS11, KBS, Sun Television e TVK.
L'adattamento televisivo ha ricevuto un consenso positivo, con elogi per la sua storia originale e per umorismo che ruota attorno all'industria videoludica.

### Episodi
| Nº | Titolo italiano (traduzione letterale) Giapponese 「Kanji」 - Rōmaji | In onda           | In onda |
| Nº | Titolo italiano (traduzione letterale) Giapponese 「Kanji」 - Rōmaji | Giapponese        |         |
| 1  | La dea di Neptune 「プラネテューヌの女神」 - Puranete~yūnu no megami | 12 luglio 2013    |         |
| 2  | Il pedorista di Lowee 「ルウイーの兇行」 - Ruuī no kyōkō | 19 luglio 2013    |         |
| 3  | Una notte tra ragazze a Leanbox 「リーンボックスの週末」 - Rīnbokkusu no shūmatsu | 26 luglio 2013    |         |
| 4  | La risolutezza delle sorelline 「妹たちの決意」 - Imōto-tachi no ketsui | 2 agosto 2013     |         |
| 5  | La risolutezza delle dee supera il limite 「女神たちの共鳴」 - Megami-tachi no kyōmei | 9 agosto 2013     |         |
| 6  | Solo per i vostri occhi, il segreto di Lastation 「ラステイションの秘密」 - Rasuteishon no himitsu | 16 agosto 2013    |         |
| 7  | Il frutto della vendetta 「復讐の果実」 - Fukushū no kajitsu | 23 agosto 2013    |         |
| 8  | L'isola paradisiaca proibita... Dove faremo e ci verranno fatte ogni genere di cose e forse non ci saranno solo problemi coi vestiti ma anche qualche specie di leccata, Oh mio dio. Io, Neptune, sono troppo imbarazzata! 「禁断の楽園・・・・・・であんあことやこんなことやっちゃったりやられちゃったりでもしかするとポロリどころかペロリまであるかもしれなくていや～んネプテューヌ恥ずかしい～みたいな！」 - Kindan no rakuen ......dean a koto ya Konna koto ya~tsu chi ~yattariyararechattaridemoshikasuruto pororidokoroka perori made aru kamo shirenakute iya ~ n neputyūnu hazukashī ~ mitai na! | 30 agosto 2013    |         |
| 9  | La sfida di Eden 「エディンの挑戦」 - Edi n no chōsen | 6 settembre 2013  |         |
| 10 | Il conflitto dei ricordi 「忘却の戦線」 - Bōkyaku no sensen | 13 settembre 2013 |         |
| 11 | La messaggera dell'antico l'aggressore 「古からの使者」 - Inishie kara no shisha | 20 settembre 2013 |         |
| 12 | Il ponte per il Bifrost 「明日への絆」 - Ashita e no kizuna | 27 settembre 2013 |         |

### Sigle
- Sigla d'apertura: Dimension tripper!!! di Nao
- Sigla di chiusura:
  -  (ネプテューヌ☆サガして?, Neptune☆Sagashite) di Afilia Saga,
  - Go→Love&Peace di Ayane (episodi 3 - 4)
  -  (糸?, Ito) di Afilia Saga (episodio 10)